# Plesz József
Plesz József (Szakálháza, 1880. október 6. – Szabadfalu, 1969. december 16.) katolikus pap, temesvári általános püspöki helynök.

## Pályafutása
Gimnáziumi tanulmányait Szegeden és Temesváron, a teológiát Temesváron végezte. 1904. január 21-én szentelték pappá. Ezt követően Pankotán, Buziásfürdőn, majd Nagyszentmiklóson szolgált káplánként. 1911-től Temesvár-Józsefvárosban a Miasszonyunk Nővérek spirituálisa, 1914. szeptember 1-jétől a tanítóképző tanára, 1920-tól igazgatója volt. 1938-tól Temesvár–belvárosi plébános és kanonok.

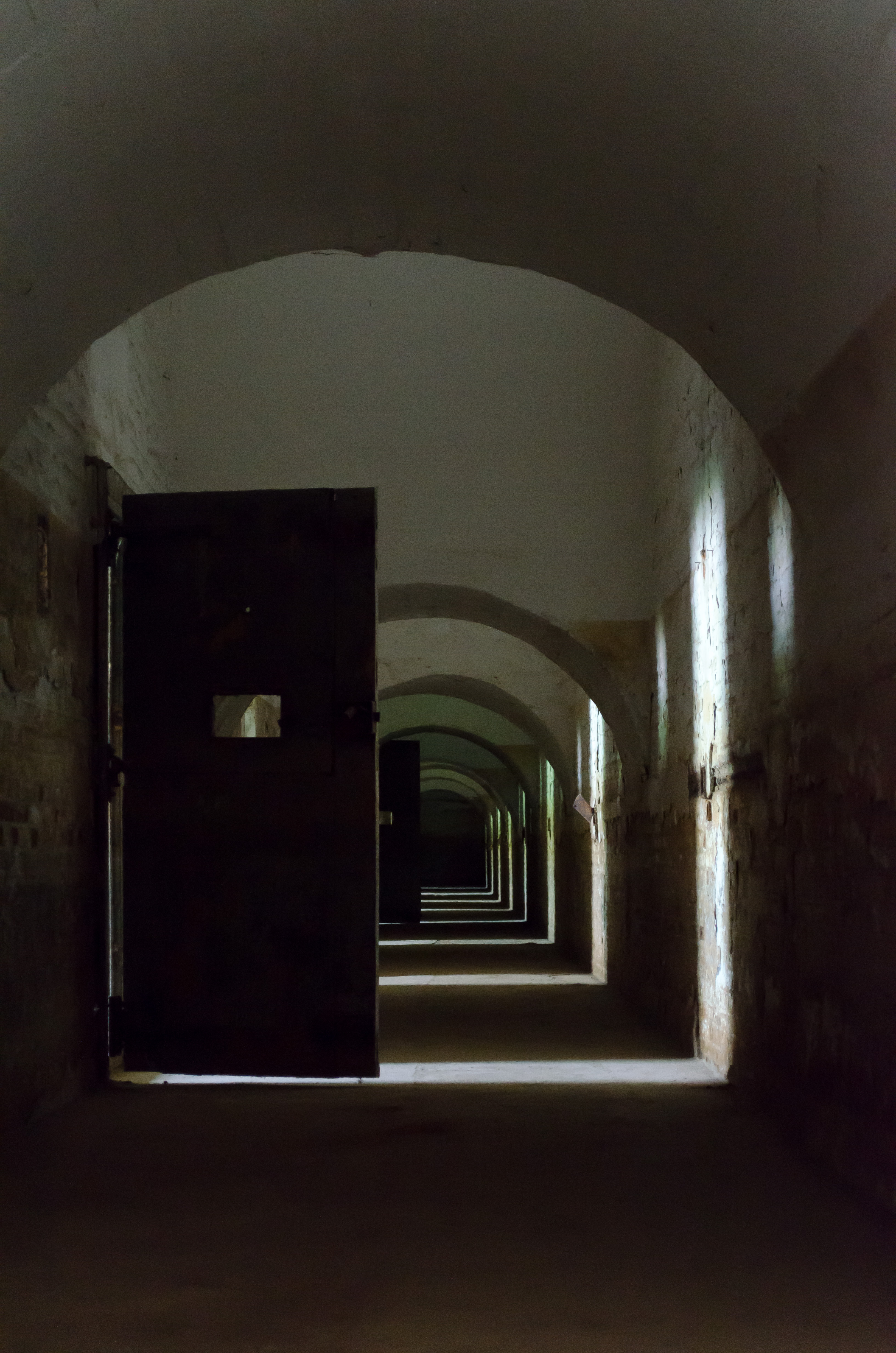
A jilavai börtön

1947-től 1951-ig általános püspöki helynök. 1950. július 19-től 1951. március 10-ig Pacha Ágoston püspök letartóztatása alatt ő vezette a Temesvári egyházmegyét. Augusztus 18-án letartóztatták, és hazaárulás, valamint kémkedés vádjával tizenkét év szigorított börtönre ítélték. Temesvár, Nagyenyed, Pitești, Jilava és Ocnele Mari börtöneiben raboskodott. 1961. október 6-án kegyelemmel szabadult.
Szabadulását követően haláláig Szabadfalu plébánosa volt, ott is temették el.